# Kerk van Ardorf
De Kerk van Ardorf is een zaalkerk  uit het begin van de dertiende eeuw. De basis van de kerk is opgetrokken in granietblokken, de opbouw is grotendeels baksteen, met tufsteenfragmenten. De huidige kerk heeft een schilddak. Oorspronkelijk had de kerk een apsis met een puntgevel, die halverwege de negentiende eeuw gesloopt werden.